# Barle
Barle je priimek v Sloveniji, ki je ga po podatkih Statističnega urada Republike Slovenije na dan 1. januarja 2010 uporabljalo 273 oseb in je med vsemi priimki po pogostosti uporabe uvrščen na 1.493. mesto.

## Znani nosilci priimka
- Andreja Barle Lakota (*1959), pedagoginja, direktorica Urada RS za razvoj šolstva
- Fran Barle (1864–1928), utemeljitelj  in organizator slovenskega gasilstva
- Franc Barle (*1938), salezijanec v Argentini
- Ivan Barle (1841–1930), šolnik, vrtnar, sadjar
- Jakob Barle (*1956), redovnik, superior misijonske družbe v Argentini (Lanus)
- Janez Barle (1952–2022), šahist (matematik, računalničar)
- Janko Barle (1869–1941), duhovnik, etnobotanik/naravoslovec, zgodovinar, glasbeni pisec (nadškofijski uradnik - kancler in kanonik v Zagrebu)
- Jože(f) Barle (1835–1913), šolnik
- Karel Barle (1920–1948), kemik, žrtev Dachauskih procesov (in žena Rezika)
- Konrad Barle (1875–1951), učitelj, sadjar, vrtnar, čebelar
- Marijan Barle (1912–1980), zdravnik
- Marcela Barle (*1999), harmonikarka
- Marta Kocjan Barle (*1950), lektorica, urednica, leksikografka
- Nada Barle (*1955), pevka, saksofonistka
- Roman Barle, jazz-glasbenik in skladatelj